# Ajla Paradžik
Ajla Paradžik, född 29 juni, 1994 i Goražde, Bosnien och Hercegovina, är en volleybollspelare (center). 
Hon började sin seniorkarriär i ŽOK Jedinstvo Brčko, med vilka hon återkommande vann det bosniska mästerskapet och cupen. Till säsongen 2017/2018 flyttade hon till Ungern för spel med Haladás VSE, med vilka hon kom sexa i serien. Säsongen därefter flyttade hon till deras ligakonkurrent Újpesti TE. Efter en säsong med dem flyttade hon 2019 till Frankrike för spel med först Vandœuvre Nancy VB (2019-2021). Hon har sedan fortsatt spela med andra klubbar i landet: AS Saint-Raphaël (2021-2022), Volley Mulhouse Alsace (2022-2023) och Pays d'Aix Venelles VB (2023-).
Paradžik spelar med Bosnien och Hercegovinas landslag och har med dem deltagit i EM 2021 och 2023 samt vunnit European Silver League 2021.